# 野風増
『野風増』（のふうぞ）は、この曲の作曲家・山本寛之が歌い1980年にリリースされた曲である。「のふうぞ」とは中国地方（主に岡山県）などでの生意気・つっぱるなどという意味の方言である。それに「野風増」という漢字をあてられている。山本寛之がリリースした数年後に、河島英五・橋幸夫らによってカバーされヒットした。

## 河島英五版『野風増』

### 解説
『野風増（お前が20才になったら）』は、1984年12月5日にSMSレコード/ガリーバーレコード/インタースペースキョートレコードから発売された、河島英五14枚目のシングル。規格品番：SR07-15。デビュー10周年記念盤とジャケット表に記されている。
サブタイトルとして「お前が20才になったら」がつけ加えられている。
B面の「酒と泪と男と女」は河島が1975年にリリースした曲で、代表曲にもなっている。
ジャケットの歌詞の最後に「野風増…岡山県の方言で”生意気”とか”つっぱる”などの意味。」と注記されている。
余談だが、内山田洋とクールファイブの「東京砂漠」とともに、ダイア建設の企業CMソングに使われたことがある。

### 収録曲
1. 野風増（お前が20才になったら）
  - 作詞：伊奈二朗／作曲：山本寛之／編曲：ALFALFA
2. 酒と泪と男と女
  - 作詞・作曲：河島英五／編曲：宮本光雄

## 橋幸夫版『野風増』

### 解説
『野風増』は、1985年8月4日に リバスターより発売された橋幸夫の154枚目のシングル（7RC-V050-A）。
レコーディングのきっかけについて橋は、当時の「NHKのプロデューサの勧め」と述べている。
また、リバスター時代のお気に入りの曲に『今夜は離さない』ともに本楽曲をあげている。
ジャケットの歌詞の最後には「*野風増・・岡山県の方言で”生意気”とか”つっぱる”などの意味です。」と注記されている。
c/wは「くちべに」で、作詞は池田充男、作曲は鶴岡雅義で、橋のリバスター移籍後の第1弾アルバム『新しい出発・・・ささえ』に収録されていたオリジナル曲である。
リバスターの解散後は、橋が復帰した古巣のJVCケンウッド・ビクターエンタテインメントに販売権が移っている。

### 収録曲
1. 野風増
  - 作詞:伊奈二朗／作曲:山本寛之／編曲：甲斐正人
2. くちべに
  - 作詞:池田充男／作曲:鶴岡雅義／編曲：竜崎孝路

### 収録アルバム
- 『橋幸夫／ベスト・ヒット14』1985/6（32RR-0001）リバスター
- 『橋幸夫／ベスト・シングル・コレクション』1990/12（RVCI-00003）リバスター
- 『橋幸夫　ザ・ベスト』2012年7月25日（VICL-63901）ビクター

## 「野風増」をカバーした歌手
- デューク・エイセス
- 芹沢博文
- 柳田真宏
- 出門英
- 福沢恵介
- 財津一郎
- レオナルド熊
- 羅勲児
- 堀内孝雄（2008年）アルバム『Old Friends』収録。
- ダイアモンド☆ユカイ（2013年）アルバム『RespectII』収録。
- 吉幾三（2016年）アルバム『あの頃の青春を詩う vol.3』収録。
- 三山ひろし（2018年）アルバム『歌い継ぐ!昭和の流行歌 IX』収録。